# واسانا
واسانا
VASANA نیروی محرکه پشت پرده تمامی افکار و اعمال زندگی می‌باشند.

mind

## واسانا
واسانا را می‌توان هم به معنی تأثرات و سوائق ذهنی در عالم صغیر و هم بمعنی مُثُل (مثال) افلاطونی و اعیان ثابته در سطح جهانی cosmologie تعبیر کرد.

## تموجات ذهنی
بعد از انهدام تموجات ذهنی توسط سالک، پاره ای دیگر از امواج خروشان ذهنی می‌تازند و جای مراتب پیشین را می‌گیرند.
نادانی و عدم تشخیص به واسطهٔ این تموجات ذهنی گمراه کننده صورت می‌پذیرد.

## ذهن بیگانه
با حذف آگاهی مستفاد از محسوسات و تموجات واسانای غیر واقعی در عالم صغیر، فرصتی برای بروز «عین ثابت» شخص فراهم می‌گردد. ۳۹۵
این مبحث مشابه مفهوم فنومنولوژی phenomenologie از صدای وجدان و آگاهی است. ادموند هوسرل می گوید وجدان همواره معطوف به چیزی است.